# Liste der Bulgarisch-byzantinischen Schlachten
Diese Seite beschäftigt sich mit den wichtigsten Schlachten während der vielen Bulgarisch-byzantinischen Kriege, die in mehreren Jahrhunderten stattfanden. Zur Eingrenzung wird das Bestehen des Bulgarischen Reiches (Erstes 681–1018; Zweites 1187–1396) genommen.

## Erstes Bulgarisches Reich
- Schlacht von Ongala, Sommer 680. Khan Asparuch gegen Kaiser Konstantin IV.
- erste Schlacht von Anchialos, 708. Khan Terwel gegen Kaiser Justinian II.
- Schlacht von Burdizon (danach in Bulgarophygon umbenannt) 756. Khan Kormisosch gegen Kaiser Konstantin V.
- erste Schlacht von Marcelae 756, Khan Winech gegen Kaiser Konstantin V.
- Schlacht am Rischkipass, 759. Khan Winech gegen Kaiser Konstantin V.
- zweite Schlacht von Anchialos 763. Khan Telez gegen Kaiser Konstantin V.
- Schlacht von Berzitia, Oktober 774. Khan Telerig gegen Kaiser Konstantin V.
- zweite Schlacht von Marcellae, 792. Khan Kardam gegen Kaiser Konstantin VI.
- Schlacht von Serdica 809. Khan Krum gegen Garnison von Serdica
- Schlacht am Warbiza-Pass, 26. Juli 811. Khan Krum gegen Kaiser Nikephoros I. †
- Schlacht von Adrianopel (813), 22. Juni 813. Khan Krum gegen Kaiser Michael I.
- Schlacht von Bulgarophygon, 896. Zar Simeon I. gegen Kaiser (-)
- dritte Schlacht von Anchialos, 20. August 917,  Zar Simeon I. gegen Kaiser Konstantin VII. und Leo Fokas
- Schlacht von Katasyrtai, 917. Zar Simeon I. gegen Leo Fokas
- Schlach von Pigae, 11. März 922. Kawkhan Theodore Sigritsa gegen Potas Argirus und Alexios Musele
- Schlacht von Arkadiopolis, 970. Swjatoslaw I. gegen Bardas Skleros
- Belagerung von Dorostolon, 971. Johannes Tzimiskes gegen Swjatoslaw I.
- Schlacht von Trajanowi wrata, 16. Juli 986. Zar Samuil gegen Basileios II.
- erste Schlacht von Thessaloniki, 996. Zar Samuil gegen Gregory Taronites† und Ashot Taronites
- Schlacht von Spercheios, 996. Zar Samuil und Gawril Radomir gegen Nikephoros Ouranos
- Schlacht von Skopje, 1004. Zar Samuil gegen Kaiser Basileios II.
- Schlacht von Kreta bei Thessaloniki, 1009. Zar Samuil gegen Kaiser Basileios II.
- zweite Schlacht von Thessaloniki, 1014. Nestoritsa gegen Theophylactus Botaniates
- Schlacht von Kleidion, 29. Juli 1014. Zar Samuil gegen Kaiser Basileios II.
- Schlacht von Strumitza, August 1014. Zar Gawril Radomir gegen Theophylactus Botaniates†
- Schlacht von Bitola, 1015. Zar Iwan Wladislaw gegen George Gonitsiates und Orestes

## Restaurationsversuche
- dritte Schlacht von Thessaloniki I. (1040), 1040. Zar Peter II. gegen Kaiser Michael IV.
- vierte Schlacht von Thessaloniki II. (1040), 1040. Zar Peter II. und Alusian gegen (-)
- Schlacht von Ostrowo, 1041. Zar Peter II. gegen Kaiser Michael IV.

## Zweites Bulgarisches Reich
- Schlacht von Lowetsch, 1187. Kaiser Isaak II. Angelos gegen die Asseniden
- Schlacht von Trjawna, 1190. Zar Iwan Assen I. gegen Kaiser Isaak II. Angelos
- Schlacht von Arkadiopolis (1194), 1194. Zar Iwan Assen I. gegen Alexios Gid und Basil Vatatsi †
- Schlacht von Serres, 1196. Zar Iwan Assen I. gegen (-)
- Schlacht von Adrianopel (1205), 14. April 1205. Zar Kalojan gegen Balduin I.
- Schlacht von Roussillon (1206), Zar Kalojan gegen  (-)
- Schlacht von Klokotniza am 9. März 1230. Iwan Assen II. gegen Kaiser Theodoros I. Angelos
- Schlacht von Adrianopel (1254), 1254. Zar Michael II. Assen gegen Theodor II. Laskaris
- Schlacht von Dewnja, 17. Juli 1279, Zar Iwajlo gegen (-)
- Schlacht von Skafida, 1304. Zar Todor Swetoslaw gegen Kaiser Michael IX. Palaiologos
- Schlacht von Rusokastro, 18. Juli 1332. Zar Iwan Alexander gegen Kaiser Andronikos III.